# Рене Шнайдер (футболіст)
Рене Шнайдер (нім. René Schneider (1973), нар. 1 лютого 1973, Шверін) — німецький футболіст, що грав на позиції захисника.
Виступав, зокрема, за «Ганзу» та «Боруссію» (Дортмунд), вигравши з останньою Лігу чемпіонів УЄФА та Міжконтинентальний кубок. Також грав за національну збірну Німеччини. У складі збірної — чемпіон Європи.

## Клубна кар'єра
Шнайдер починав кар'єру в «Магдебурзі», де провів перші чотири роки своєї кар'єри — перші два у вищому дивізіоні НДР, а два наступних у Оберлізі об'єднаного німецького чемпіонату.
Потім, провівши один сезон в «Бранденбурзі» в тому ж дивізіоні, перейшов в «Ганзу», де в першому ж сезоні виграв з командою Другу Бундеслігу і вийшов в еліту. Всього за два сезони провів 62 матчі за клуб — по 31 у Другій і Першій Бундеслігах.
Своєю грою за цю команду привернув увагу представників тренерського штабу «Боруссії» (Дортмунд), до складу якої приєднався влітку 1996 року. Відіграв за дортмундський клуб наступні три сезони своєї ігрової кар'єри. За цей час виборов титул переможця Ліги чемпіонів УЄФА, ставав володарем Міжконтинентального кубка (в обох фіналах не потрапив до заявки), проте через травми на поле виходив вкрай рідко і 1999 року повернувся до «Ганзи». Цього разу провів у складі команди два сезони у Бундеслізі.
З 2001 року один сезон захищав кольори «Гамбурга», але за першу команду жодного разу не зіграв.
Завершив професійну ігрову кар'єру у клубі «Оснабрюк», за команду якого виступав протягом 2003/04 років у Другій Бундеслізі, після чого ще грав до 2008 року за аматорський клуб «Варнемюнде» з Ландесліги.

## Виступи за збірну
15 грудня 1995 року зіграв свій перший і єдиний матч у складі національної збірної Німеччини в товариській грі проти збірної ПАР. У наступному році він був заявлений за збірну Німеччини на чемпіонат Європи 1996 в Англії, здобувши того року титул континентального чемпіона, проте на поле не виходив.

## Титули і досягнення
- Переможець Ліги чемпіонів УЄФА (1):

«Боруссія» (Дортмунд): 1996-97
- Володар Міжконтинентального кубка (1):

«Боруссія» (Дортмунд): 1997
- Чемпіон Європи (1):

Німеччина: 1996